# Dussana quaerenda
Dussana quaerenda är en insektsart som beskrevs av William Lucas Distant 1908. Dussana quaerenda ingår i släktet Dussana och familjen dvärgstritar. Inga underarter finns listade i Catalogue of Life.